# Aitor Galdós
Aitor Galdós Alonso (Ermua, España, 9 de noviembre de 1979) es un ciclista español.

## Trayectoria
Debutó como profesional el año 2004 con el equipo japonés del Team Nippo. Como amateur, en el equipo el equipo Cafés Baqué, ya destacó en carreras profesionales en las que podían participar equipos amateur como el Tour du Faso y el Circuito Montañés.
Tras cuatro temporadas en Euskaltel-Euskadi, pasó al Caja Rural tras correr unos meses en la modalidad de ciclocrós (aún con el maillot de Euskaltel) en los que consiguió una victoria en una carrera amateur en San Sebastián de los Reyes.

## Palmarés
2004
- Giro del Lago Maggiore
- 1 etapa del Tour de Marruecos
- 1 etapa del Circuito Montañés

2006
- 1 etapa del Tour de la Región Valona
- 1 etapa de la Vuelta a Dinamarca

## Resultados en Grandes Vueltas
Durante su carrera deportiva consiguió los siguientes puestos en las Grandes Vueltas:
| Carrera | Carrera         | 2004 | 2005 | 2006 | 2007 | 2008 | 2009 | 2010 | 2011 | 2012  |
| ------- | --------------- | ---- | ---- | ---- | ---- | ---- | ---- | ---- | ---- | ----- |
|         | Giro de Italia  | ―    | ―    | ―    | ―    | Ab.  | ―    | ―    | ―    | ―     |
|         | Tour de Francia | ―    | ―    | ―    | ―    | ―    | ―    | ―    | ―    | ―     |
|         | Vuelta a España | ―    | ―    | ―    | ―    | ―    | ―    | ―    | ―    | 173.º |

―: no participa

Ab.: abandono

## Equipos
- Nippo-Hoddo (2004)
- Ceramica Panaria (2005-2006)
- Euskaltel-Euskadi (2007-2010)
- Caja Rural (2011-2012)